# Charleton House

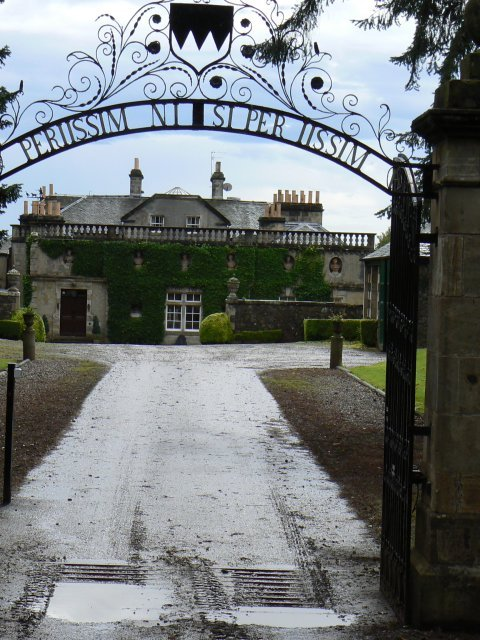
Charleton House

Charleton House ist eine klassizistische Villa nahe der schottischen Ortschaft Colinsburgh in der Council Area Fife. 1972 wurde das Bauwerk als Einzeldenkmal in die schottischen Denkmallisten in der höchsten Denkmalkategorie A aufgenommen. Das Gesamtanwesen ist im schottischen Register für Landschaftsgärten verzeichnet. In einer von sieben Kategorien wurde das höchste Prädikat „herausragend“ verliehen.

## Geschichte

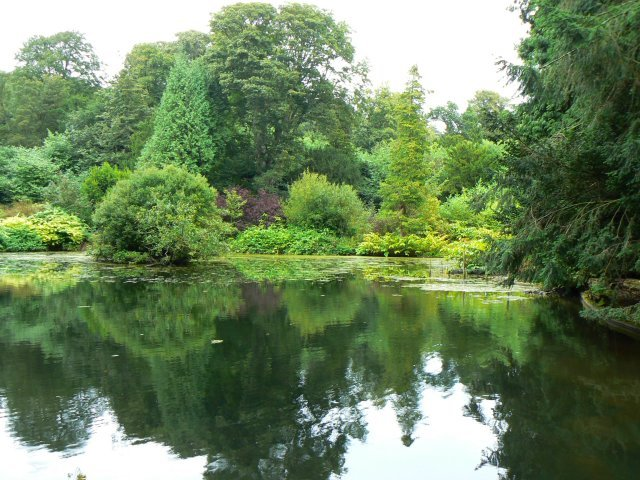
Teich in den Gärten

Im Jahre 1713 erwarb John Thomson of Mildarie and Montry die Villa Newton House mitsamt der Ländereien von Charleton von John Hope. Charleton House wurde von seinem ebenfalls John Thomson genannten Sohn um 1759 nach dessen Heirat mit Margaret Paterson erbaut. Möglicherweise zeichnet der schottische Architekt William Adam für den Entwurf verantwortlich. Mit dem Bau wurde auch die umgebende Parkanlage eingerichtet, deren Hauptsichtachse mit der Villa im Zentrum auf den markanten Bass Rock ausgerichtet ist.
Thomsons Enkel John Anstruther-Thomson, der das Anwesen 1797 erbte, veranlasste in den darauffolgenden Jahrzehnten verschiedene Umgestaltungen der Parkanlage sowie der Villa. Charleton House wurde überarbeitet und der Südflügel hinzugefügt. Der planende Architekt ist nicht überliefert. Zwischen 1815 und 1817 wurden zwei weitere Flügel ergänzt. Ein erhaltener Entwurf William Burns aus dem Jahre 1818 wurde zunächst nicht ausgeführt, wurde jedoch 1833 als Ostflügel unter dem Erben, ebenfalls John Anstruther Thomson, angebaut. Weitere Überarbeitungen der Parkanlage folgten im Laufe des Jahrhunderts. Zu Beginn des 20. Jahrhunderts wurde die Hauptfassade durch Robert Lorimer, der zu dieser auf dem nahegelegenen Kellie Castle lebte, überarbeitet. 1994 wurde im südlichen Bereich des Parks ein Golfplatz angelegt.